# Aitkin County
Aitkin County är ett administrativt område i delstaten Minnesota i USA. År 2010 hade countyt 16 202 invånare. Den administrativa huvudorten (county seat) är Aitkin. 

## Politik
Aitkin County har röstat på det demokratiska partiets kandidat i ungefär 70 procent av alla presidentval. Under 2000-talet har dock siffrorna svängt, då republikanerna fått flest röster i tre (2004, 2012, 2016) av fem presidentval. I valet 2016 var siffrorna 59,8 procent för republikanernas kandidat mot 34 för demokraternas kandidat.

## Geografi
Enligt United States Census Bureau så har countyt en total area på 5 168 km². 4 712 km² av den arean är land och 456 km² är vatten.  

### Angränsande countyn
- Itasca County - nord
- St. Louis County - nordost
- Carlton County - öst
- Pine County - sydost
- Kanabec County - syd
- Mille Lacs County - syd
- Crow Wing County - sydväst
- Cass County - nordväst